# Deana Carter

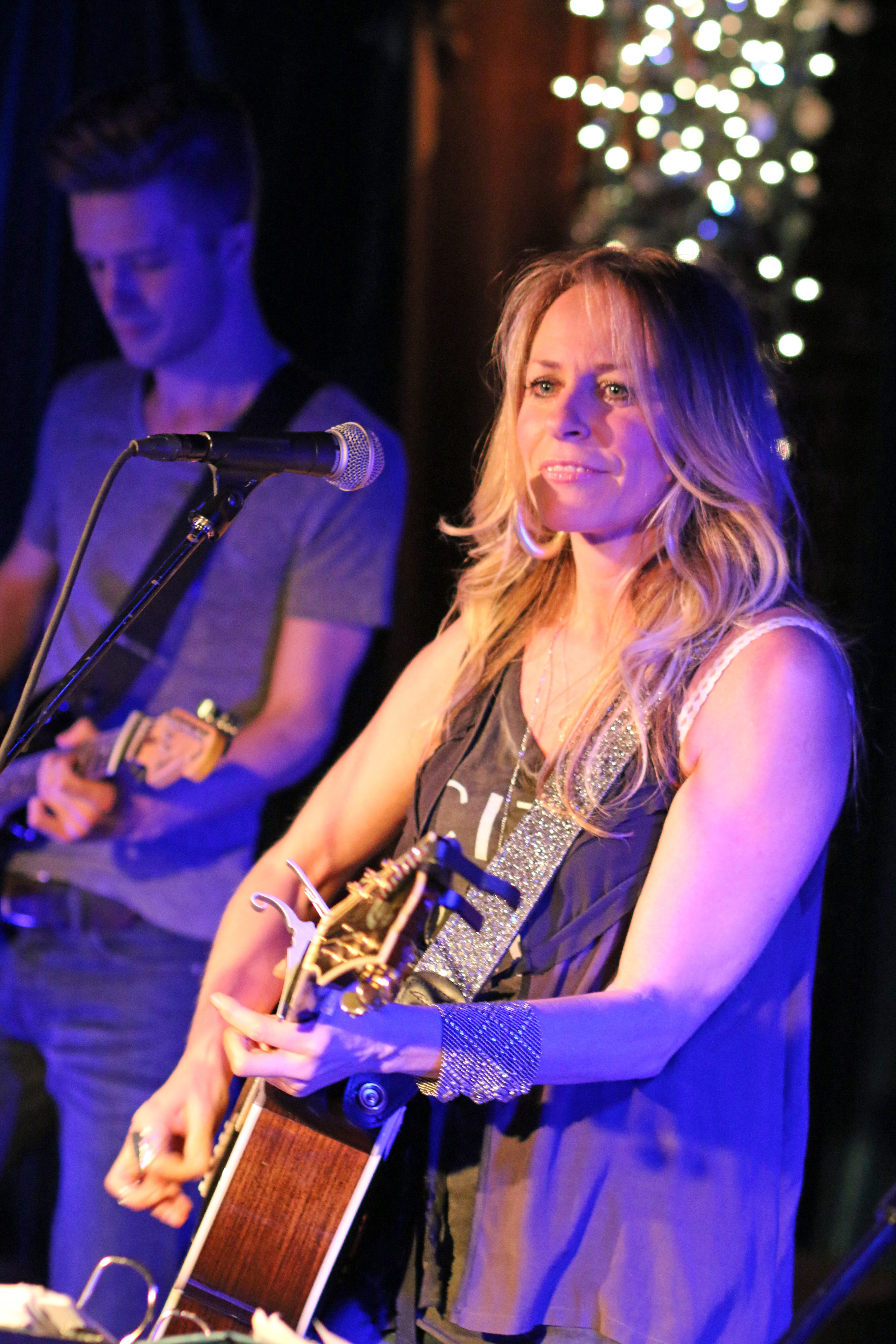
Deana Carter bei einem Auftritt in The Basement in Nashville (2014)

Deana Carter (* 4. Januar 1966 in Nashville, Tennessee) ist eine US-amerikanische Countrysängerin und gelegentliche Schauspielerin.

## Anfänge
Als Tochter des bekannten Session-Gitarristen Fred Carter Jr. aus Nashville kam Deana schon früh mit Country-Musik in Berührung. Ein erster Versuch, bei einer Schallplattenfirma unter Vertrag genommen zu werden, schlug 1983 fehl. So entschied sie sich zunächst für eine Ausbildung als Rehabilitationstherapeutin. Während ihres Studiums an der University of Texas hatte sie erste Auftritte als Sängerin. Mit 23 begann sie, Songs zu schreiben und lernte Gitarre spielen.

## Karriere
Willie Nelson, der Deana Carter noch als Kind kannte, hörte sich eines Tages ein von ihr produziertes Demo-Band an und lud sie daraufhin zu einem Farm-Aid-Konzert ein. Kurz darauf erhielt sie einen Vertrag vom Label Capitol Records. 1996 wurde das Album Did I Shave My Legs for This? veröffentlicht. Der aus dieser CD entnommene, von Matraca Berg komponierte Song Strawberry Wine erreichte Platz 1 der Country-Charts und wurde CMA-Single des Jahres. Ihr Debüt-Album wurde fünfmal mit Platin ausgezeichnet, weitere Singleauskopplungen erreichten Spitzenpositionen.
Für die Songs, die sie zu den Soundtracks der Filme Hope Floats und Anastasia beigesteuert hat, erhielt Carter eine Grammy- und eine Golden-Globe-Nominierung sowie eine Oscar-Nominierung für Once upon a December aus Anastasia. Anlässlich einer vom Fernsehen übertragenen Weihnachtsfeier sang sie vor Präsident Clinton. Ihr 1998 erschienenes Album Everything's Gonna Be Alright konnte nicht an die Erfolge von Did I Shave My Legs for This anknüpfen. Es erreichte aber Goldstatus und einige Songs konnten sich im mittleren Bereich der Country-Hitparade platzieren.
Wenig später verließ sie ihre Plattenfirma. 2003 feierte sie beim Label Arista mit dem Album I'm Just a Girl und der Single There’s No Limit ein kurzfristiges Comeback.
Auf dem Album The Chain präsentierte Carter 2007 Cover-Versionen bekannter Country- und Folk-Klassiker, teilweise im Duett mit den Original-Interpreten wie Dolly Parton, Kris Kristofferson, George Jones oder Willie Nelson. Das Werk erschien wie schon der Vorgänger The Story of My Life auf dem Label Vanguard, das vor allen Dingen für seine Folk- und Blues-Veröffentlichungen bekannt ist.
Ihr Album Southern Way of Life, das 2013 erschien, wurde ein Jahr später von Allmusic mit der Bewertung, „dass es überraschend New-Wave-beeinflusst und durchweg zufriedenstellend sei“ in die Liste der besten Country-Alben des Jahres aufgenommen.
Carter sich hin und wieder auch als Schauspielerin versucht, zumeist in kleineren Rollen. Größere ergaben sich erst 2017 mit Painted Horses und dem Fernsehfilm A Very Country Christmas. 2023 präsentierte Carter in einer Episode der neunten Staffel der US-amerikanischen Version von The Masked Singer, die unter dem Motto Country Night stand, einen Hinweis zur Identität des Kandidaten Macaw (David Archuleta).

## Diskografie

### Alben
| Jahr | Titel                         | Höchstplatzierung, Gesamtwochen, AuszeichnungChartplatzierungen (Jahr, Titel, Platzierungen, Wochen, Auszeichnungen, Anmerkungen) | Höchstplatzierung, Gesamtwochen, AuszeichnungChartplatzierungen (Jahr, Titel, Platzierungen, Wochen, Auszeichnungen, Anmerkungen) | Anmerkungen |
| Jahr | Titel                         | US | Country | Anmerkungen |
| ---- | ----------------------------- | --- | --- | ----------- |
| 1995 | Did I Shave My Legs for This? | US10 ×5Fünffachplatin · (86 Wo.)US                                                                                                | Country2 (104 Wo.)Country |             |
| 1998 | Everything’s Gonna Be Alright | US57 Gold · (12 Wo.)US | Country6 (40 Wo.)Country |             |
| 2003 | I’m Just a Girl               | US58 (3 Wo.)US | Country6 (19 Wo.)Country |             |
| 2005 | The Story of My Life          | US150 (1 Wo.)US | Country26 (7 Wo.)Country |             |
| 2007 | The Chain                     | — | Country60 (2 Wo.)Country |             |

Weitere Alben
- 2001: Father Christmas
- 2013: Southern Way of Life

### Livealben
- 2007: Live in Concert

### Kompilationen
| Jahr | Titel                       | Höchstplatzierung, Gesamtwochen, AuszeichnungChartplatzierungen (Jahr, Titel, Platzierungen, Wochen, Auszeichnungen, Anmerkungen) | Höchstplatzierung, Gesamtwochen, AuszeichnungChartplatzierungen (Jahr, Titel, Platzierungen, Wochen, Auszeichnungen, Anmerkungen) | Anmerkungen |
| Jahr | Titel                       | US | Country | Anmerkungen |
| ---- | --------------------------- | --- | --- | ----------- |
| 2002 | The Deana Carter Collection | — | Country54 (4 Wo.)Country |             |

Weitere Kompilationen
- 2013: Icon

### EPs
- 2001: Songs from the Heart

### Singles
| Jahr | Titel Album                                              | Höchstplatzierung, Gesamtwochen, AuszeichnungChartplatzierungen (Jahr, Titel, Album, Platzierungen, Wochen, Auszeichnungen, Anmerkungen) | Höchstplatzierung, Gesamtwochen, AuszeichnungChartplatzierungen (Jahr, Titel, Album, Platzierungen, Wochen, Auszeichnungen, Anmerkungen) | Höchstplatzierung, Gesamtwochen, AuszeichnungChartplatzierungen (Jahr, Titel, Album, Platzierungen, Wochen, Auszeichnungen, Anmerkungen) | Anmerkungen |
| Jahr | Titel Album                                              | UK | US | Country | Anmerkungen |
| ---- | -------------------------------------------------------- | --- | --- | --- | ----------- |
| 1995 | Angel Without a Prayer Did I Shave My Legs for This?     | UK100 (1 Wo.)UK | — | — |             |
| 1995 | Are You Coming Home Today? Did I Shave My Legs for This? | UK93 (1 Wo.)UK | — | — |             |
| 1996 | Strawberry Wine Did I Shave My Legs for This?            | — | US65 ×2Doppelplatin · (10 Wo.)US | Country1 (20 Wo.)Country |             |
| 1996 | We Danced Anyway Did I Shave My Legs for This?           | — | US72 (9 Wo.)US | Country1 (20 Wo.)Country |             |
| 1997 | Count Me In Did I Shave My Legs for This?                | — | — | Country5 (20 Wo.)Country |             |
| 1997 | How Do I Get There Did I Shave My Legs for This?         | — | — | Country1 (20 Wo.)Country |             |
| 1997 | Did I Shave My Legs for This?                            | — | US85 (6 Wo.)US | Country25 (17 Wo.)Country |             |
| 1998 | Absence of the Heart Everything’s Gonna Be Alright       | — | US83 (2 Wo.)US | Country16 (20 Wo.)Country |             |
| 1999 | You Still Shake Me Everything’s Gonna Be Alright         | — | — | Country36 (12 Wo.)Country |             |
| 1999 | Angels Working Overtime Everything’s Gonna Be Alright    | — | — | Country35 (16 Wo.)Country |             |
| 2002 | There’s No Limit I’m Just a Girl                         | — | — | Country14 (26 Wo.)Country |             |
| 2003 | I’m Just a Girl                                          | — | — | Country35 (12 Wo.)Country |             |
| 2005 | One Day at a Time The Story of My Life                   | — | — | Country55 (5 Wo.)Country |             |

Weitere Singles
- 1999: Ruby Brown
- 2005: (Bleep) Texas
- 2005: The Girl You Left Me For
- 2005: Sunny Day
- 2006: In a Heartbeat
- 2007: On the Road Again (mit Willie Nelson)
- 2013: Do or Die
- 2013: That’s Just Me